# Medieval II: Total War: Kingdoms
Kingdoms, primeiro pacote de expansão do aclamado jogo de estratégia Medieval II Total War, que trata de dezenas de anos da história medieval na Europa, percorrendo várias partes do continente. A expansão traz quatro novas campanhas que, como os outros títulos da série Total War, dão ao jogador o poder de controlar civilizações, levando-as a seu ápice e comandá-las em batalhas épicas em tempo real. O jogo tem múltiplos reviews.

## Campanha Americana (iniciada em 1527)

### Lista de facções
- Vice-Reino da Nova Espanha (Nova Espanha)
- Tríplice Aliança Asteca (Império asteca)
- Civilização maia (os maias)
- Apaches (tribos apaches)
- Chichimecas (Nações Chichimecas) (desbloqueável)
- Confederação de Tlaxcala (desbloqueável)
- Tarascanos (desbloqueável)
- Nova França (não jogável)
- Colonos Ingleses (não jogável)

### Características notáveis
A campanha possui vários exércitos conquistadores que chegam ao novo mundo surgindo com exércitos formidáveis na América sendo aliados da Nova Espanha. Uma vez que surjam, a Nova Espanha pode usar esses exércitos. Franceses e Ingleses surgem do mesmo modo: os franceses aparecem na Luisiana e os Ingleses na Honduras.
As forças colonizadoras consistem em pequenos números de unidades caras, mas poderosas, seus números geralmente são aumentados por mercenários nativos. As facções nativas possuem unidades mais fracas com pouca armadura, mas o seu preço extremamente baixo permite que eles sejam usados em grandes números e geralmente possuem uma moral alta.
Quando o jogador atravessa a campanha como a Nova Espanha, o jogador vai ser presenteado com missões dadas pelo rei da Espanha, e quando influência suficiente é ganha, o jogador vai receber títulos de nobreza, como barão, conde, etc. Esses títulos desbloqueiam níveis mais avançados para os prédios das cidades.
As tribos Apaches possuem a habilidade "Expedição Guerreira" que é o equivalente Xamanístico da Jihad da campanha principal. Os Apaches também podem construir postos de trocas de armas e treinadores de cavalo, desbloqueando novas unidades tecnologicamente avançadas (como cavalaria e mosqueteiros, que não estão disponíveis no inicio). Os Chichimecas também podem usar a tecnologia inimiga a seu favor.
Todas as facções que adoram o Deus Sol podem sacrificar unidades em vez de debandar elas. Eles podem sacrificar populações após capturar um assentamento ou podem sacrificar inimigos capturados. Os sacrifícios aumentam o poder da religião do Sol e aumentam a felicidade das populações locais.

## Campanha Britânica (iniciada em 1258)

### Lista de Facções
- Reino da Inglaterra
- Reino da Escócia
- Irlanda Gaélica
- Principado de Gales
- Noruega (Reino da Noruega)
- Aliança dos Barões (não jogável)

### Características Notáveis
A presença de fortes permanentes em locais estratégicos (que podem abrigar tropas e recrutar de graça pequenas tropas). Essas estruturas podem resistir brevemente a cercos e são automaticamente reparadas após cada batalha.
Certas unidades só podem ser treinadas se a cultura da facção está alta o bastante no assentamento, tornando a expansão e a conquista mais difícil. A cultura substituiu a religião nessa campanha e as unidades de padres são indisponíveis.
Uma facção especial (não jogável) a Aliança dos Barões e similar em termos de Gameplay aos rebeldes romanos de Rome: Total War: Barbarian Invasion. Quando personagens, exércitos e assentamentos sob domínio Inglês se rebelam, eles se tornam parte da aliança, uma facção que possui as mesmas forças e fraquezas da facção original, incluindo a capacidade de usarem diplomatas e assassinos.
Cada facção é paga com uma quantia extra de florins a cada turno, esse pagamento é referido como " A bolsa do Rei". Algumas facções possuem um pagamento da bolsa maior que outras. Além de fixar o pagamento, cada facção da campanha britânica tem uma bolsa dinâmica, a soma de dinheiro que a facção paga a cada fim de turno.
Um número de figuras históricas, incluindo o Rei Eduardo I de Inglaterra, William Wallace, o Príncipe Llywelyn ap Gruffydd, o Alto rei Brian Ua Néil, o rei Haakon IV da Noruega, aparecem após o inicio da campanha ou em algum momento posterior. Apesar da falta das habilidades especiais dos heróis da campanha cruzada, eles possuem peculiaridades especiais e são acompanhadas de grandes exércitos.
Se qualquer dos assentamentos inicias Galeses forem tomados pelos ingleses, rebeldes galeses vão se erguer na tentativa de retomar eles. A qualidade desses rebeldes dependem do assentamento capturado, por exemplo o exercito gerado pela captura da capital inicial galesa, Caernarvon é poderoso, e vai ser fraco se um assentamento menor for conquistado (como Pembroke). Um erro histórico interessante é que Carnarvon não teve um castelo até 1283, sendo que a durante o período do inicio da campanha (1258) não era mais do que uma cidade menor. A capital Galesa na época, Machynlleth não está no jogo.

## Campanha das Cruzadas (iniciada em 1174)

### Lista de Facções
- Reino de Jerusalém
- Principado de Antioquia
- Império Bizantino (Bizâncio)
- Império Seljúcida (Turcos Seljúcidas)
- Império Aiúbida (Egito)
- República de Veneza ( não jogável)
- Ilcanato (Mongóis) (não jogável)

### Características Notáveis.
Generais possuem a capacidade de construir fortes permanentes que permanecem mesmo após serem abandonados.
O Principado de Antioquia e o Reino de Jerusalém podem usar os soldados da Ordem Soberana e Militar de Malta (Hospitalários) e da  Ordem dos Templários, respectivamente, dando acesso para unidades únicas, que só uma de cada pode estar presente no mapa da campanha ao mesmo tempo.
Cada uma das 5 facções jogáveis possuem uma região única designada como "centro de poder", cuja perda é muito danosa para a facção. Por exemplo: a perda do centro de poder vai impedir o recrutamento de certas tropas.
Em adição, existem alguns eventos que podem ajudar ou dificultar a situação do jogador. Entre eles: a Quarta Cruzada (a chegada de dois grandes exércitos venezianos nos arredores de Constantinopla), que ameça os bizantinos, a Rebelião Mameluca de 1250 (quando a Dinastia Mameluca assumiu o poder do Egito, dando ao jogador um poderoso exército de  Mamelucos sob o comando de Aybak), a invasão Mongol no Oriente médio, que é uma ameaça a todos os jogadores,e a Ascensão de Osmã I, que dá aos turcos um exército de Janízaros).

#### Heróis
Cada facção possui um herói que possui habilidades únicas, tornando ele capaz de mudar o romo das batalhas:
| Facção                   | Herói                   | Habilidade |
| ------------------------ | ----------------------- | --- |
| Reino de Jerusalém.      | Ricardo I de Inglaterra | Coração de Leão: Imediatamente reagrupa qualquer unidade em fuga. |
| Egito.                   | Saladino                | Integridade da Fé: Brevemente coloca a moral das tropas que não estão em fuga no máximo. |
| Turcos seljúcidas.       | Noradine.               | Luz da Fé: Brevemente aumenta o ataque, velocidade e moral das tropas. |
| Império Bizantino.       | Manuel I Comneno.       | Políticas Bizantinas: Causa conflitos internos entre uma unidade inimiga, essencialmente as removendo da luta até a ordem ser restaurada ou eles forem atacados. Só pode ser usada uma vez por batalha. |
| Principado de Antioquia. | Filipe II de França.    | Flor da Cavalaria: Imediatamente aumenta a força e a resistência das tropas. |

## Campanha Teutônica(iniciada em 1250)

### Lista de Facções
- Estado da Ordem Teutónica (Ordem Teutônica).
- Dinamarca (Reino da Dinamarca).
- Grão-Ducado da Lituânia.
- República da Novogárdia.
- Sacro Império Romano-Germânico (desbloqueável)..
- Reino da Polônia (desbloqueável).
- Noruega (Reino da Noruega (jogável com Mods).
- Canato da Horda Dourada (Mongóis) (jogável com Mods).

### Características Notáveis
Nobres cruzados, devido ao conflito contra os pagãos na busca por fama e glória vão pedir a ajuda da Ordem Teutônica em troca de doações para a ordem. O tamanho das doações depende do sucesso dos nobres. O líder lituano vai ser recompensado pelo seu conselho de nobres em eventos em que deve matar um desses cruzados.
Quando jogando como a Dinamarca, é possível formar a União de Calmar. Para isso é necessário capturar os assentamentos escandinavos de Calmar, Gotemburgo, Visby, Upsália e Turku. Depois disso é necessário matar o rei norueguês, por assassinato ou em batalha. Mas se a facção norueguesa for totalmente eliminada, se torna impossível formar a união. Depois de formar a união a Dinamarca vai ter um novo estandarte, ganhar todos os assentamentos e exércitos noruegueses e desbloquear a habilidade de criar 3 novas unidades.
Cedo na campanha um evento vai criar a Liga Hanseática. A liga consiste em 5 regiões especificas no mapa: Hamburgo, Gdańsk, Visby, Riga e Novogárdia Magna que representam o grupo dos assentamentos mais importantes. A facção que controla a maior parte desses assentamentos tem a maior chance de construir um prédio da base da liga, um prédio único que dá recompensas financeiras significativas.

#### Características da Ordem Teutônica
Devido a natureza unica da ordem teutônica, ela não possui uma árvore familiar, impedindo o uso de princesas e certas opções diplomáticas, mas fazendo a facção menos vulnerável a assassinos. Em vez disso é liderada por um Hochmeister (grande mestre), que após a morte vai ser substituído pelo general mais habilidoso da ordem.
As melhores unidades da ordem só podem ser recrutadas em áreas que são muito católicas. Para recrutar unidades como Cavaleiros de Cristo, Halbbrüder e Ritterbrüder é necessários uma porcentagem extremamente grande de católicos na região controlada pela ordem.
A força da ordem está em unidades poderosas e pesadas. Apesar de serem lentas e por isso vulneráveis à cavalaria em campo aberto, as unidades da ordem tem uma força defensiva extremamente forte. Eles são particularmente efetivos em ataques a assentamentos, onde a luta corpo-a-corpo anula a vantagem da mobilidade de seus oponentes.

#### Características da Lituânia
A Lituânia começa como uma facção pagã, oferecendo a chance de usar unidades poderosas e únicas para suas melhorias tecnológicas. Tem um número grande de opções de edifícios em uma assentamento, o que permite a fação fazer templos em devoções a 3 deidades pagãs diferentes. Mas, seguindo o paganismo a Lituânia é incapaz de avançar assentamentos além do nível de cidade ou castelo.
Em um certo ponto durante a campanha, é dada a opção de se converter ao catolicismo. Isso causa desagrado considerável a população e força a fação a remover qualquer edifício, unidade ou agentes pagãos, e também vai liberar novas opções de edifícios e fazer da Lituânia um alvo menos tentador para as fações cristãs que a cercam.